# Yakmesi
Yakmesi (accadi: 𒅀𒀝𒈨𒋛, Ia-ak-me-si) va ser el vint-i-dosè rei d'Assíria segons les Llistes dels reis assiris, on apareix esmentat com el sisè d'entre deu dels reis «que tenien pares coneguts».
Yakmesi va ser fill i successor de Ilu-Mer. El va succeir el seu fill Yakmeni.